# やすゆき
やすゆき（5月19日 - ）は、日本のイラストレーター。長崎県出身、千葉県在住。主に美少女ゲームの原画やバーチャルYouTuberのキャラクターデザインを手掛ける。同人サークル『紙切ればさみ』主宰。

## 作品リスト

### ゲーム原画
- A Profile（mixed up×AKABEiSOFT、2005年1月21日、同人ソフト）
- 夏空少女（mixed up、2005年10月14日）
- StarTRain（mixed up、2006年9月22日）
  - StarTRain -your past makes your future-（プリンセスソフト、2007年11月29日、PlayStation 2版）
- 僕だけの果実（JIN企画、2008年4月3日、PlayStation Portable用ソフト）
- 冬のロンド（DIVA、2008年10月31日）
- ヘリオトロープ -それは死に至る神の愛-（Hatena、2009年4月24日）
- きっと、澄みわたる朝色よりも、（propeller、2009年7月24日）
- ヒメと魔神と恋するたましぃ（オレンジペコ、2010年4月23日）
- 二刀追うものは一刀も得ず（あるてみす。、2011年4月17日）
- ひよこストライク!（Ex-iT、2012年1月27日）

### 挿絵・イラスト
書籍
- 騎條エリと緋色の迷宮 英国亭幻想事件ファイル（著：秋月大河、電撃文庫）
- シリアスレイジ（著：白川敏行、電撃文庫）
- 蒼海ガールズ!（著：白鳥士郎、GA文庫）
- かんづかさ（著：くしまちみなと、桜ノ杜ぶんこ）
- ヒメカミ（著：星家なこ、MF文庫J）
- 高2にタイムリープした俺が、当時好きだった先生に告った結果（著：ケンノジ、GA文庫）

トレーディングカードゲーム
- バトルスピリッツ（セイナ・リューミン[4][5]）
- アンジュ・ヴィエルジュ[6][7][8][9]

ゲーム
- Fate/Grand Order（TYPE-MOON）

### キャラクターデザイン
バーチャルYouTuber
- 潤羽るしあ（ホロライブ/カバー株式会社）
- 鬼灯わらべ（のりプロ）
- 紙木絹（個人勢VTuber）
- 紙木はさみ（個人勢VTuber、元プライブユー）
- 榊つねこ（個人勢VTuber、元プライブユー）
- 紙代なつめ（個人勢VTuber）
- 八乙女のえ（個人勢VTuber）
- 緋月ひの（個人勢VTuber）
- かみゆれいりん（Pixela/Pixela Official Co., Ltd.）
- 狛犬うめ（Varium/株式会社アシスト）
- しゅしゅてぃな（個人勢VTuber）
- みけねこ（株式会社VAZ、元個人勢VTuber、元ぼいそーれ、2023年7月からやすゆき制作のLive2Dモデルを使用[11]。2025年2月以降るかこが制作したLive2Dモデルを使用[12]）
- 麻吹あめり（個人勢VTuber、元HAPPY HUNTERS HAVEN）
- 恋衣めもり（Phase Connect/Phase Connect LTD.）
- 火挟あかり（エアリープロダクション/株式会社エアリープロダクション）
- Nianyan（個人勢VTuber）

デザイン原案
- 白宮みみ（有閑喫茶あにまーれ、元プライブユー）
- 黒桐アリア（個人勢VTuber、元プライブユー）
- 始解ゆゑ/尸解ユヱ（個人勢VTuber、元プライブユー）

その他
- 温泉むすめ（あつみ詩鶴）
- エトラ（エトラちゃんは見た！公式キャラクター）